# جوسيف إيب
جوسيف إيب (بالألمانية: Josef Epp)‏ هو لاعب كرة قدم نمساوي، ولد في 1 مارس 1920 في النمسا، وتوفي في 1 مارس 1989. شارك مع منتخب النمسا لكرة القدم. أما مع النوادي، فقد لعب مع فيرست فيينا ولاسك لينتس ونادي سيرفيت ونادي فينر.

## وصلات خارجية
- جوسيف إيب على موقع قاعدة بيانات كرة القدم.إي يو (الإنجليزية)
- جوسيف إيب على موقع ناشيونال فوتبول تيمز (الإنجليزية)
- جوسيف إيب على موقع عالم كرة القدم.نت (الإنجليزية)
- جوسيف إيب على موقع أوليمبيديا (الإنجليزية)